# Beed
Beed (o Bid) è una città dell'India di 138.091 abitanti, capoluogo del distretto di Beed, nello stato federato del Maharashtra. In base al numero di abitanti la città rientra nella classe I (da 100.000 persone in su).

## Geografia fisica
La città è situata a 18° 58' 60 N e 75° 46' 0 E e ha un'altitudine di 491 m s.l.m..

## Società

### Evoluzione demografica
Al censimento del 2001 la popolazione di Beed assommava a 138.091 persone, delle quali 71.790 maschi e 66.301 femmine. I bambini di età inferiore o uguale ai sei anni assommavano a 19.510, dei quali 10.256 maschi e 9.254 femmine. Infine, coloro che erano in grado di saper almeno leggere e scrivere erano 99.785, dei quali 56.282 maschi e 43.503 femmine.